# (157693) Amandamarty
(157693) Amandamarty es un asteroide perteneciente al cinturón de asteroides, descubierto el 2 de enero de 2006 por Andrew Lowe desde el iTelescope Observatory (Mayhill), Mayhill (Nuevo México), Estados Unidos.

## Designación y nombre
Designado provisionalmente como 2006 AB. Fue nombrado en honor de Amanda Nicole Zawada (n. 1987) y Martin Peter Mackinlay (n. 1988) quienes son geólogos en Brisbane, Australia. Su compromiso se produjo el 2 de enero de 2016, el décimo aniversario del descubrimiento de este planeta menor.

## Características orbitales
Amandamarty está situado a una distancia media del Sol de 2,707 ua, pudiendo alejarse hasta 3,079 ua y acercarse hasta 2,336 ua. Su excentricidad es 0,137 y la inclinación orbital 7,656 grados. Emplea 1627,21 días en completar una órbita alrededor del Sol.

## Características físicas
La magnitud absoluta de Amandamarty es 16,22. Tiene 3,350 km de diámetro y su albedo se estima en 0,069.